# エモリー・アプトン
エモリー・アプトン（英:Emory Upton、1839年8月27日-1881年3月15日）は、アメリカ陸軍の職業軍人、軍事戦略家であり、南北戦争のスポットシルバニア・コートハウスの戦いで、歩兵隊を率いて敵の塹壕陣地への攻撃を成功させたことで著名となったが、砲兵や騎兵の指揮でも卓越していた。その著書『アメリカ合衆国の軍事政策』は、アメリカの軍事政策とその実際を分析し、国の軍事史を初めて体系的に調査したものであり、死後の1904年に出版された時にアメリカ陸軍に途方もなく大きい影響を与えた。

## 初期の経歴
アプトンはニューヨーク州バタビア市近くの農園で、ダニエルとエレクトラ・ランドールのアプトン夫妻の10番目の子供、6男として生まれた。アンドリュー・J・アレクサンダーやフランシス・プレストン・ブレア・ジュニアの義兄弟であった。オベリン大学の有名な福音伝道者チャールズ・フィニーの下で2年間学んだ後の1856年に、ウェストポイントの陸軍士官学校に入学した。1861年5月6日に同期45名中8番目の成績で卒業したが、丁度南北戦争が勃発したときだった。

## 南北戦争
アプトンは第4アメリカ砲兵隊の少尉に任官され、5月14日には中尉として第5第4アメリカ砲兵隊に配転され、アービン・マクドウェル准将の北東バージニア軍で、ダニエル・タイラー准将の副官となった。7月21日の第一次ブルランの戦いでは、ブラックバーンズフォードでの戦闘中に腕と左脇腹を負傷したが、戦場を去ろうとはしなかった。1862年の半島方面作戦と七日間の戦いの間、第6軍団砲兵予備隊でその砲兵隊の指揮を執った。メリーランド方面作戦では、サウス山の戦いのクランプトンギャップでの戦闘やアンティータムの戦いを含め、第6軍団第1師団の砲兵旅団を指揮した。
アプトンは1862年10月23日に第121ニューヨーク志願歩兵連隊の大佐に指名された。12月のフレデリックスバーグの戦いではその連隊を率い、ゲティスバーグの戦いの初めでは第6軍団第1師団の第2旅団を指揮した。ゲティスバーグにはその軍団がメリーランド州マンチェスターから1晩に35マイル (56 km) を行軍して到着したが、予備隊として残された。ブリストー方面作戦では、1863年11月のラッパハノック駅の戦いでの勇敢な行動を称えられ、正規軍の少佐に名誉昇進した。

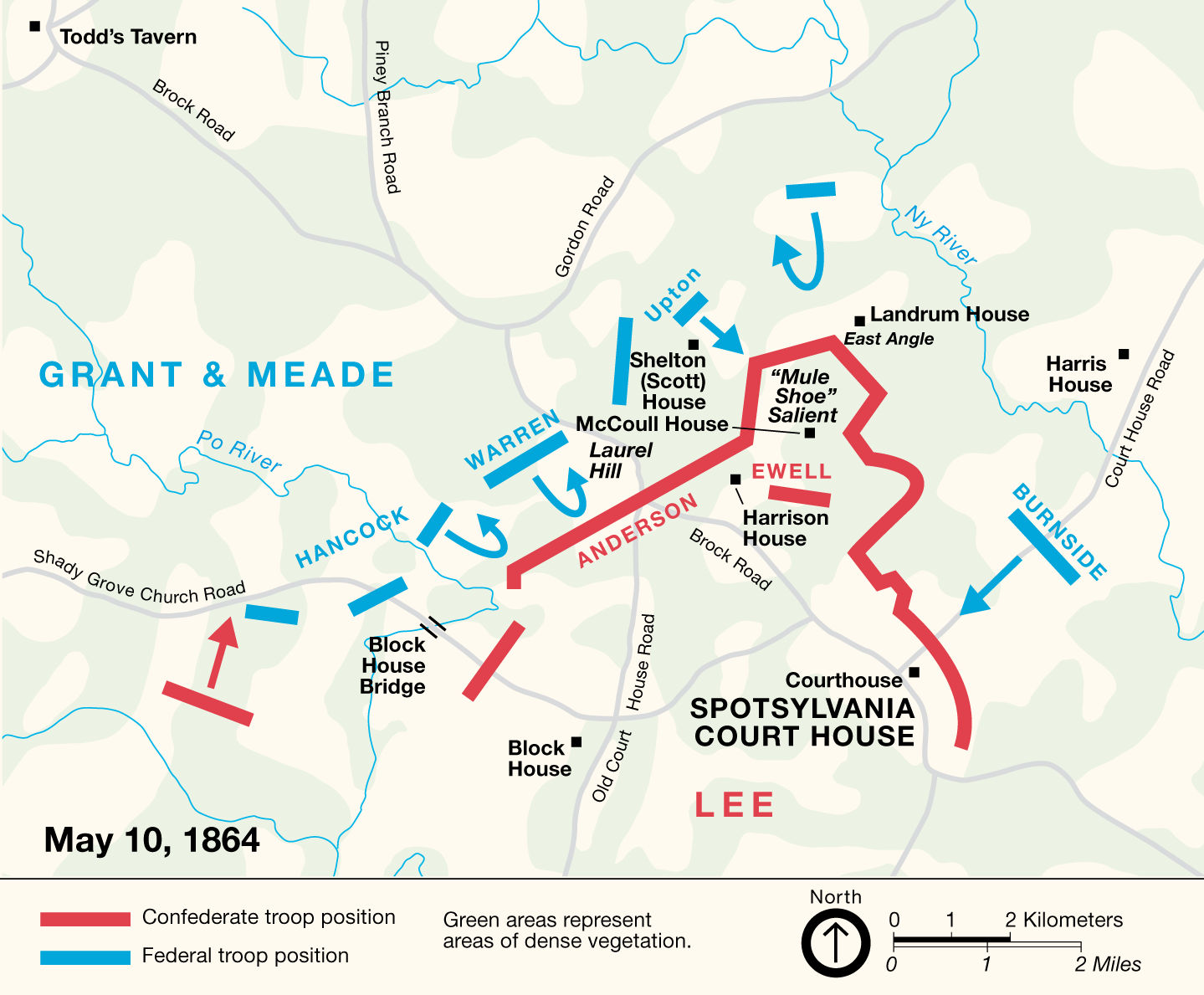
スポットシルバニア・コートハウスの戦い、1864年5月10日

1864年のオーバーランド方面作戦では、荒野の戦いでその旅団を率いたが、その大きな功績はスポットシルバニア・コートハウスの戦いでのことだった。このとき南軍の胸壁に対して新しい戦術を開発し、これが第一次世界大戦の対塹壕戦でも使われる戦術の前触れとなった。集中した歩兵が敵前線の小さな部分に突撃し、急速前進しながら発砲のために立ち止まることなく、防御部隊を圧倒して突破するというものだった。1864年5月10日、アプトンは南軍の「ミュールシュー」と呼ばれた突出部に10個連隊を率いてこの攻撃を行った。その戦術はうまく働き、部隊はミュールシューの中央を突破したが、支援が無かったために敵の砲兵と騎兵の援軍を前に撤退を強いられた。アプトンはこの攻撃で負傷したが、5月12日に准将に昇進した。この日には、ウィンフィールド・スコット・ハンコック少将がその第2軍団全軍でアプトンの戦術を使い、ミュールシューを突破した。アプトンは傷のためにワシントンD.C.に戻らざるを得なかったが、ピーターズバーグ包囲戦の初期段階には戦場の指揮に戻った。
アプトンの旅団が所属する第6軍団はポトマック軍から離れて、南軍ジュバル・アーリー中将のワシントンに対する脅威とその後の1864年のバレー方面作戦に対処するために派遣された。オペクォンの戦い（第三次ウィンチェスターの戦いとも呼ばれる）で、アプトンは第6軍団第1師団の師団長が致命傷を負ったときに師団の指揮を執った。アプトン自身もその後間もなく太腿に重傷を負ったが、戦闘が果てるまで戦場から立ち去ることを拒んだ。戦闘の間担架に乗せられながら、部隊を指揮した。アプトンはウィンチェスターの功績で2つの名誉昇進を果たし、9月19日に正規軍の大佐、10月19日に志願兵の少将となった。
アプトンは治療休暇から戻ると、騎兵指揮官として終戦まで続け、戦闘兵種全てへの精通を果たした。ジェイムズ・H・ウィルソン少将の下でミシシッピ軍事師団の騎兵軍団第4師団を率いた。この師団はウィルソンの襲撃中のセルマの戦いに参戦した。
1965年4月16日、この師団はジョージア州コロンバスの南軍防御施設に夜襲を掛け、大量の武器弾薬、物資および1,500名の兵士を捕獲し、「綿被覆」衝角艦CSSジャクソンを燃やした。これはロバート・E・リー軍がバージニア州で降伏してから1週間後に起こり、南北戦争でも最後の大規模会戦となった。その数週間後の1865年5月、アプトンはアメリカ連合国副大統領のアレクサンダー・スティーヴンズ逮捕を命じられ、さらに少し経って大統領のジェファーソン・デイヴィスがその保護下に入った。アプトンはセルマの功績で正規軍の准将と正規軍の少将に、どちらも1865年3月13日付けで名誉昇進した。

## 戦後
戦後、アプトンは7月から9月までカンバーランド方面軍の騎兵旅団を指揮し、1866年4月まではコロラド地区軍に仕えた。4月30日には志願兵任務から解除された。アプトンは1867年に認められた歩兵戦術の新しい仕組みを検討するウェストポイントの委員会に任務を当てられた。1866年7月、第25アメリカ歩兵連隊の中佐に指名され、1869年3月には第18アメリカ歩兵連隊に転属となった。1870年から1875年まで陸軍士官学校で士官候補生の指揮官となり、歩兵術、砲兵術および騎兵術も教えた。
アメリカ陸軍総司令官となったウィリアム・シャーマンは普仏戦争の教訓に感銘を受けて、アプトンにヨーロッパとアジアを旅させて軍事組織を学ばせたが、特にドイツ軍に特別の重きを置かせた。アプトンは帰国すると、『ヨーロッパとアジアの軍隊』を著し、ヨーロッパの軍隊はアメリカ軍よりも職業としてより進んだ状態まで軍務を発展させたと警告した。54ページにわたって軍隊の改革について推薦するところを示し、例えば先進的な軍人学校を設立すること、一般幕僚、能力評価記録の仕組みおよび試験による昇進などがあった。アメリカはフランスの軍事組織や戦術に興味があり、南北戦争の戦闘でもそれが支配的だったが、これが変わって行った。アプトンはバージニア州モンロー砦にあった砲兵実戦学校の理論教室で監督者に指名され、そこでは組み合わされた兵種戦術を強調した。
1880年に大佐の位に戻っていたアプトンは、1881年にサンフランシスコ要塞で第4アメリカ砲兵連隊の指揮官となった。アプトンは恐らくは脳腫瘍によるものと思われるひどい頭痛に苦しみ、頭を撃って自殺を遂げた。遺体はニューヨーク州オーバーンのフォートヒル墓地に埋葬されている。

## 軍隊改革
アプトンは19世紀はもちろんアメリカ史でもアメリカ陸軍の最も影響力ある若い改革者の一人と考えられている。アメリカ海軍の改革者で戦略家のアルフレッド・セイヤー・マハンに対して陸軍のマハンとも呼ばれてきた。戦術やアジアとヨーロッパの軍隊に関する著作は影響力あるもとの考えられたが、その最大の功績は『1775年以降のアメリカ合衆国の軍事政策』だった。アプトンはこの著作に何年も費やしたが、1881年の死の時には未完だった。
『1775年以降のアメリカ合衆国の軍事政策』は議論の多い作品であり、アメリカ合衆国の軍事史を概説し、軍隊は無分別で弱いものであり、「アメリカ軍の制度の欠陥全ては基本的な、潜在的弱点である過剰な文民統制にある」と主張した。陸軍長官の影響力を過小評価し、戦場での軍事的決断は職業士官によって成されるべきであるという考え方を推奨し、ただし、大統領は総司令官の役割を保つべきであるとした。戦時には志願兵や徴兵で補充される強く常設の正規軍、プロイセン参謀本部に基づく一般幕僚のしくみ、昇進を決定する試験、ある年齢に達した士官の強制退役、先進的な軍事教育および3個大隊の歩兵連隊4個による戦闘展開を論じた。アプトンの作品は軍隊と民間の戦略に長い間豊富な影響を与え続けた。
アプトンの死後、ウェストポイントの同級で近しい友人だったヘンリー・A・デュポンが未完原稿の写しを手に入れた。それが軍隊の士官達の間で回し読みされ、多くの議論を助長することになった。米西戦争後、陸軍長官エリフ・ルートがこの原稿を読み、陸軍省に『アメリカ合衆国の軍事政策』と題して出版するよう命じた。20世紀初期のいわゆるルート改革と呼ばれるものの多くはアプトンとその著作に着想されたものである。

## 記念
1895年、ジェイムズ・H・ウィルソン少将はピーター・ミッキーの著作『エモリー・アプトンの生涯と手紙』に紹介記事を書いた。ウィルソンの元部下に対する献辞はエモリー・アプトンの功績と特徴の重要性を示している。
アプトンはニューヨーク州サフォーク郡中央のある場所、現在はブルックヘブン国立研究所があるところで記念された。アメリカ陸軍のキャンプ・アプトンは1917年から1920年と1940年から1946年まで利用された。第二次世界大戦の間、このキャンプは徴募兵の入隊センターとして再建された。陸軍は後にこの場所を負傷帰還兵の回復期およびリハビリテーション病院として使用した。
アプトンの彫像がニューヨーク州ジェネシー郡の郡庁舎前に立っている。

## 著作
- 歩兵戦術の新しい仕組み、2列および1列、アメリカの活版印刷術と改良された火器に適応（1867年出版）
- 非戦闘員の戦術（1870年）
- アジアとヨーロッパの軍隊（1878年）
- ニューヨーク州少年院で使われる歩兵戦術 （死後出版、1889年）
- アメリカ合衆国の軍事政策（死後出版、1904年）[2]